# Гора Герцля
Гора Герцля (ивр. הר הרצל‎ Har Herzl), также Хар-ха-Зикарон (ивр. הר הזכרון‎ Har Ha’Zikaron, «Гора Памяти») — холм высотой 834 метра над уровнем моря в западной части Иерусалима, рядом с Иерусалимским лесом. Гора названа в честь Теодора Герцля, основателя современного политического сионизма. Могила Герцля находится на вершине холма.
На горе Герцля расположен главный национальный мемориал Государства Израиль — включающий главное национальное кладбище Израиля, на котором хоронят лидеров страны и людей, отдавших за неё свои жизни — а также образовательные учреждения. Основатель мемориала и его куратор — Всемирная сионистская организация.
Гора Герцля является площадкой для многих памятных и национальных торжеств; на каждом участке её территории имеется широкая площадь для проведения мемориальных церемоний. Большинство государственных мемориальных мероприятий в честь павших во время войн проводятся на Национальном Военном и Полицейском кладбище. Ежегодно на горе Герцля проводится церемония зажигания мемориального огня, на которой председатель Кнессета объявляет об окончании Дня Памяти павших и начале празднования Дня Независимости.

## История
В 1934 году сионистский лидер Менахем Усышкин организовал перезахоронение Леона Пинскера в пещере Никанора на горе Скопус, в попытке построить пантеон великих лидеров нации. Усышкин был сам похоронен там в 1941 году. Когда гора Скопус стала анклавом, отрезанным от Иерусалима, этот план перестал быть осуществимым. Поэтому в 1951 году правительством было принято решение хоронить руководство страны на южном склоне горы Герцля, и основать на этом месте кладбище для захоронения израильских лидеров и павших солдат (ещё раньше, в 1948 году — сразу же после создания государства Израиль — было решено хоронить в северной части горы Герцля солдат израильской армии). С этого момента гора Герцля служит национальным кладбищем. Начало кладбищу было положено в 1952 году, когда Бен Гурион принял решение похоронить министра финансов в Хелькат Гдолей Ха-Ума («Участок великих деятелей нации»). Через несколько лет было решено хоронить на национальном военном кладбище также полицейских и сотрудников других сил безопасности.
Оформление территории кладбища продолжалось на протяжении последующих лет, в течение которых останки других знаменитых деятелей сионистского движения были привезены сюда для захоронения. В качестве дизайнера кладбищ был выбран Д-р Ашер Хирем — архитектор, спроектировавший военные кладбища в Израиле и мемориалы израильской армии. Сады на горе Герцля спроектировал ландшафтный дизайнер Хаим Гилади.

### Могила Теодора Герцля

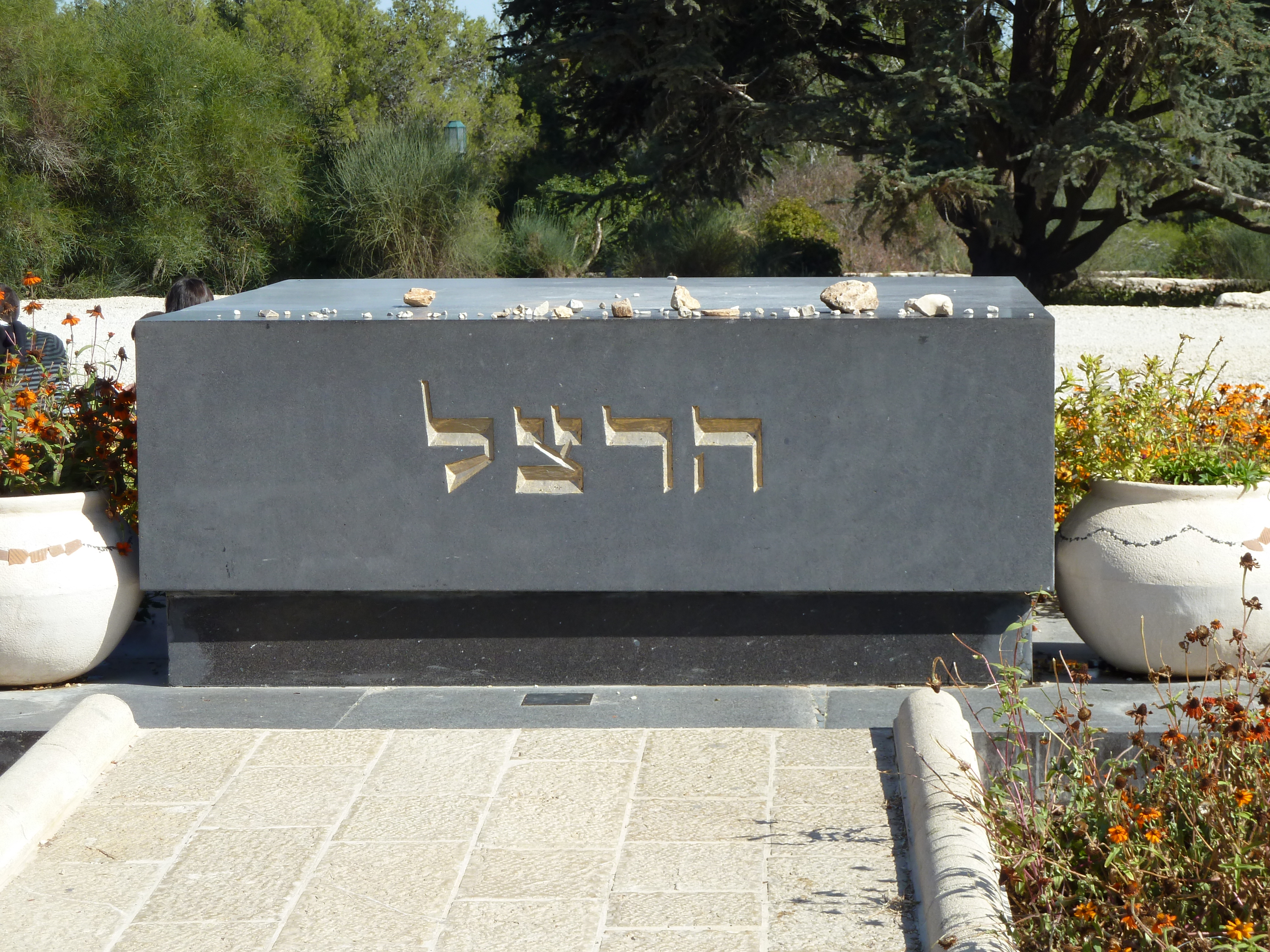
Могила Герцля на северной стороне площади горы Герцля

В 1903 году Теодор Герцль написал в своем завещании:
«Я хочу быть похоронен в металлическом гробу рядом с моим отцом и оставаться там до тех пор, пока еврейский народ не перенесет мои останки в Эрец-Исраэль. Гробы моего отца, моей сестры Паулины, и тех моих близких родственников, что умрут к этому времени, будут также перенесены туда.»
Когда год спустя Герцль умер, он был похоронен в Вене. И только через 45 лет останки Герцля были доставлены в Израиль и перезахоронены в Иерусалиме. Местоположение захоронения было выбрано специальной государственной комиссией — на вершине холма в Западном Иерусалиме, рядом с иерусалимским Военным кладбищем. Захоронение состоялось 17 августа 1949 года. В течение нескольких лет могила была обозначена временным камнем — до тех пор, пока этот участок не был превращён в национальное кладбище. Шестьдесят три заявки были представлены на конкурс проектов нового памятника Герцлю. Победителем стал проект Иосифа Кларвейна, состоящий из лишённого каких-либо украшений чёрного гранитного камня, на котором начертано имя «Герцль». Пространство вокруг его могилы расширено и превращено в площадь, на которой в 1950 году была проведена первая церемония празднования Дня Независимости.
Несмотря на желание Герцля, его дочь Паулина и сын Ханс сначала не были похоронены рядом с ним. Их останки были перенесены на гору Герцля в 2006 году. Третья дочь была убита во время Холокоста, и место её захоронения неизвестно. Парк Нормана, маленький сад за Центром исследований сионизма, посвящён памяти единственного внука Герцля, который покончил с собой в США и был перезахоронен на горе Герцля в декабре 2007 года. Родители и сестра Герцля также похоронены на горе Герцля.

## Национальное гражданское кладбище государства Израиль
На этом кладбище хоронят выдающихся еврейских лидеров, деятелей Израиля и мирового сионизма. Также там похоронены и погибшие солдаты Израиля — от Войны за независимость до последних войн.
Несмотря на национальную значимость кладбища, некоторые израильские лидеры были похоронены в других местах; самые выдающиеся — Хаим Вейцман (похоронен в Доме Вейцмана), Давид Бен-Гурион (похоронен в Мидрешет Бен-Гурион) и Менахем Бегин (похоронен на Масличной горе).
Принятие решения о том, кто должен быть похоронен на горе Герцля, иногда сопровождается спорами. Например, решению похоронить на горе Герцля Зеева Жаботинского, умершего в 1940 году, яростно оппонировали многие убеждённые приверженцы лейбористской партии, утверждавшие, что Жаботинский был ультраправым националистом, не заслужившим такой чести. Лишь в 1964 году премьер-министр Леви Эшколь всё же принял решение в пользу его захоронения здесь, с целью способствовать национальному примирению и улаживанию взаимных политических претензий.

### Хелькат Гедолеи Ха’Ума («Участок Великих деятелей нации»)

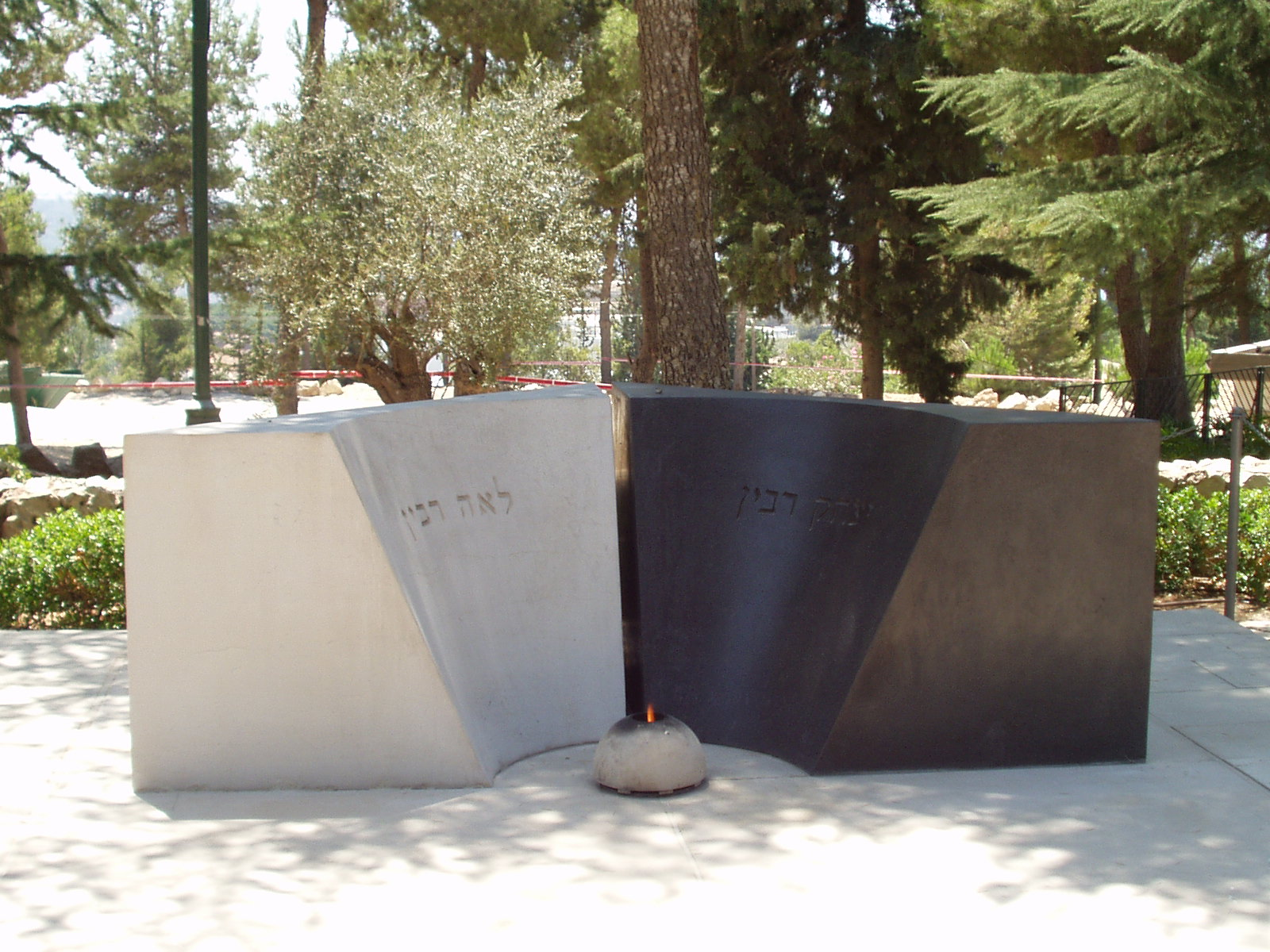
Могилы Ицхака и Леи Рабин на Хелькат Гедолеи Ха’Ума

- На участке «Великие деятели нации», рядом с могилой Герцля, похоронены четыре израильских премьер-министра: Леви Эшколь, Голда Меир, Ицхак Шамир и Ицхак Рабин (похороненного рядом со своей женой Леей). Здесь также похоронены президенты государства, в том числе Шимон Перес, Залман Шазар и Хаим Херцог; председатели кнессета, в том числе первый председатель кнессета Иосиф Шпринцак и его жена Ханна; и те выдающиеся люди, решение о захоронении которых на этом кладбище принято правительством Государства Израиль — например, первый министр финансов Элиэзер Каплан и мэр Иерусалима Тедди Колек. На отдельном участке на западной стороне Хелькат Гедолеи Ха’Ума находятся могилы Зеева Жаботинского и членов его семьи.
- На участке «Руководители сионистского движения», к северу от могилы Герцля, похоронены лидеры Всемирной сионистской организации; среди них — Давид Вольфсон, Нахум Соколов, Симха Диниц и Арье Дульцин. Здесь также похоронены члены семьи Герцля.

Солдаты, награждённые медалью «За героизм», также могут быть похоронены на Хелькат Гедолеи Ха’Ума.

## Национальное военное кладбище

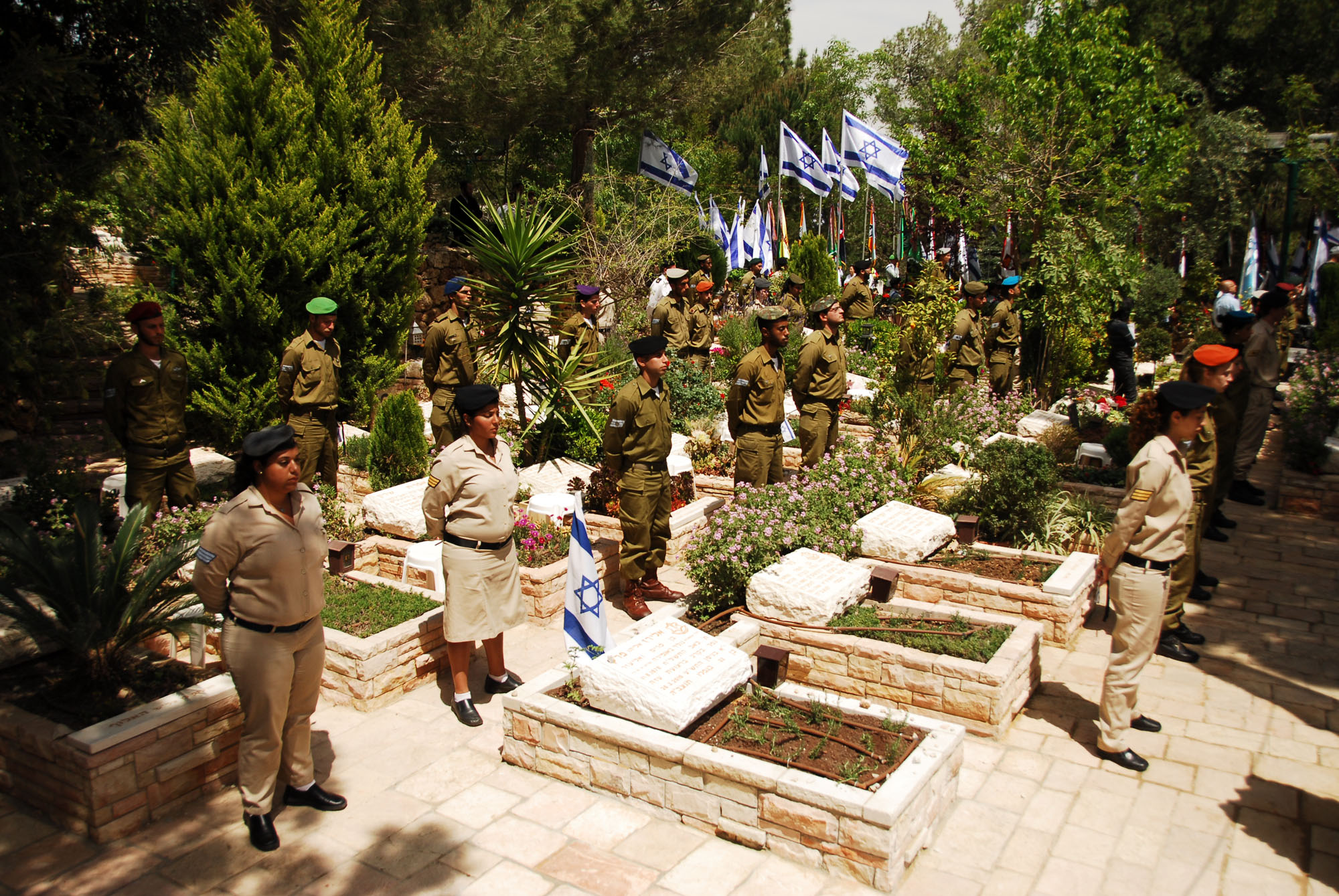
Церемония на военном кладбище на горе Герцля, 2010 год

На северном склоне горы Герцля расположено главное кладбище Армии обороны Израиля. Оно было основано в 1948 году, когда здесь были похоронены солдаты, погибшие в районе Иерусалима. В 1949 году правительство приняло решения превратить этот участок в главное кладбище служащих Цахала, павших при исполнении воинского долга. Здесь также расположено кладбище полиции Израиля — для офицеров полиции, погибших при исполнении служебных обязанностей. В этом году, одновременно с процессом захоронения Герцля (независимо от вопроса), министерство обороны начало находить места для создания ряда военных кладбищ, на которых были похоронены многие погибшие во время войны за независимость. В нескольких городах были выбраны районы для военных кладбищ, и министерство обороны связалось с существующим фондом, чтобы найти район в Иерусалиме, где будет возведено военное кладбище города. Место, выбранное для создания Иерусалимского кладбища, было частью холма, на котором ранее было решено похоронить Герцля. После того, как стало ясно, что «по словам смотрителя, места будет достаточно для плана могилы Герцля, и будет подходящее место для военного кладбища, и, вероятно, на одном холме будет могила сионистского провидца и кладбище сионистских исполнителей». Этот план не понравился планировщикам мест Герцля, которые не хотели «затмевать» гробницу, но были приняты после того, как планировщики военного кладбища пообещали, что план не помешает строительству места вокруг могилы Герцля, и военное кладбище было обозначено как отдельные входы. [5] Тела погибших были доставлены на новое кладбище в боях за Иерусалим.
Архитектором кладбища был выбран архитектор Ашер Хирам, который был «архитектором дома» воинской части памяти. Из-за топографических ограничений при строительстве кладбища на склоне холма Хирам построил террасы, которые делят гору на участки с ровным грунтом. Хирам также спроектировал военную гробницу на этом кладбище и на других военных кладбищах Государства Израиль. Садовник в саду был разработан Хаимом Гилади.
Из-за расположения Иерусалимского кладбища было решено, что оно будет не только региональным, но и национальным военным кладбищем. В результате этого решения были также похоронены жертвы периода до создания государства, некоторые из которых были похоронены в братских могилах — павшие, казненные британскими властями, бойцы еврейской бригады, десантники и тому подобное. Кроме того, на горе были установлены крупные памятники для различных групп, которые не были доставлены в гробницу Израиля или похоронены где-либо ещё.
Гора построена из гладких участков, с пещерами Войны за независимость, похороненными на разных участках в соответствии с зонами сражений. Жертвы следующих войн (до войны в Йом Кипур) были похоронены на участках, посвященных жертвам этой войны. Начиная с войны на истощение, все пространства похоронены вместе в порядке их падения. В дополнение к общим участкам в горе есть также «уникальные» участки, такие как участок виселицы, полиция, братские могилы и многое другое. В 1954 году во время расширения кладбища была обнаружена погребальная пещера периода Второго Храма, которая была сохранена и включена в этот комплекс.
Все солдаты, независимо от званий и подразделений, похоронены плечом к плечу. Памятники простые, лишённые украшений, сообщающие лишь имя, звание, места и даты рождения и смерти. Увековечена память павших израильских солдат-христиан, мусульман и друзов, служивших в израильских силах безопасности.

### Национальный мемориальный зал погибших израильтян
Израиль планирует создать новый национальный мемориальный зал, который должен быть построен у входа в Национальное военное и полицейское кладбище. Новый мемориал предназначен для увековечения памяти 22684 солдат и сотрудников органов безопасности, павших, защищая землю Израиля, начиная с 1860 года. Он будет построен в форме факела, возвышающегося на примерно 18 метров, в котором круглый год будет гореть огонь. План Министерства обороны включает все 22684 имени, со свечой для каждого, которая должна будет зажигаться дважды в год: один раз — в годовщину гибели солдата, и второй — в День памяти; кроме того, план предусматривает Могилу Неизвестного солдата. Стоимость проекта оценивается в 40 миллионов шекелей.

## Сад Наций
Над Музеем Герцля и главной площадью находится Сад Наций, деревья в котором сажают посещающие гору Герцля президенты и главы государств. Там расположены две маленькие смотровые площадки, с которых открывается вид на Иерусалим. Напротив входа на главную площадь находится скульптура меноры.

## Музеи и образовательные ресурсы

### Центр исследований сионизма
Институт исследований сионизма и образовательный центр Стеллы и Александра Марголис расположен рядом с Музеем Герцля. Строительство Центра было начато в 2010 году; Центр был открыт в 2013 году.

### Мемориальный сад Нормана
Расположенный между Музеем Герцля и Образовательным центром Стеллы и Александра Марголис, сад Нормана назван в честь внука Герцля Стивена Нормана. Стивен Норман был единственным из членов семьи Герцля, который посетил Палестину, а также являлся сионистом. Сад является тем местом, на котором собираются группы посетителей и студентов, чтобы послушать о горе Герцля. На одной из стен сада начертаны слова, произнесённые Норманом в 1945 году: «Еврейская молодёжь Палестины изумит вас … они выглядят так, как выглядит свобода».

### Яд ва-Шем
Яд ва-Шем — это мемориальный музей, в котором увековечена память о Холокосте. Комплекс музея находится в западной части горы Герцля, на Горе Памяти. В 2003 году была создана Мемориальная тропа, ведущая ко входу в Яд ва-Шем, на которой размещены таблички, отмечающие важные события, начиная от возникновения сионизма и вплоть до создания государства Израиль.

### Мицпе Карем
Мицпе Карем — это археологический парк, расположенный в Иерусалимском лесу на западном склоне Горы Памяти, возле музея Яд ва-Шем. Там расположены находки, относящиеся к разным периодам — включая ранний Бронзовый век, Железный век, римский, византийский и, возможно, эллинистический периоды.

## Мемориалы и памятники
- Мемориал подводной лодки Дакар
- Памятник 23 морякам лодки, совершившим акцию против нацистов в Ливане
- Мемориал еврейским солдатам Красной армии во Второй мировой войне
- Мемориал еврейским солдатам польской армии во Второй мировой войне
- Памятник еврейским солдатам из Палестины, которые сражались в британской армии в Первой и Второй мировых войнах
- Памятник жителям еврейского квартала Иерусалима, убитым в 1948 году
- Мемориал эфиопским евреям, которые были убиты на пути в Израиль

## Официальные церемонии
- Церемония Дня памяти, посвящённая павшим солдатам Израиля.
- Церемония Дня памяти, посвящённая жертвам терроризма; проводится на территории Мемориала жертвам террора.
- Церемония Седьмого адара, посвящённая павшим солдатам, место упокоения которых неизвестно; проводится в Саду пропавших без вести военнослужащих.
- Церемония Дня независимости; проводится на площади горы Герцля.
- Церемония Дня памяти жертв Холокоста в Яд ва-Шем.

## Галерея

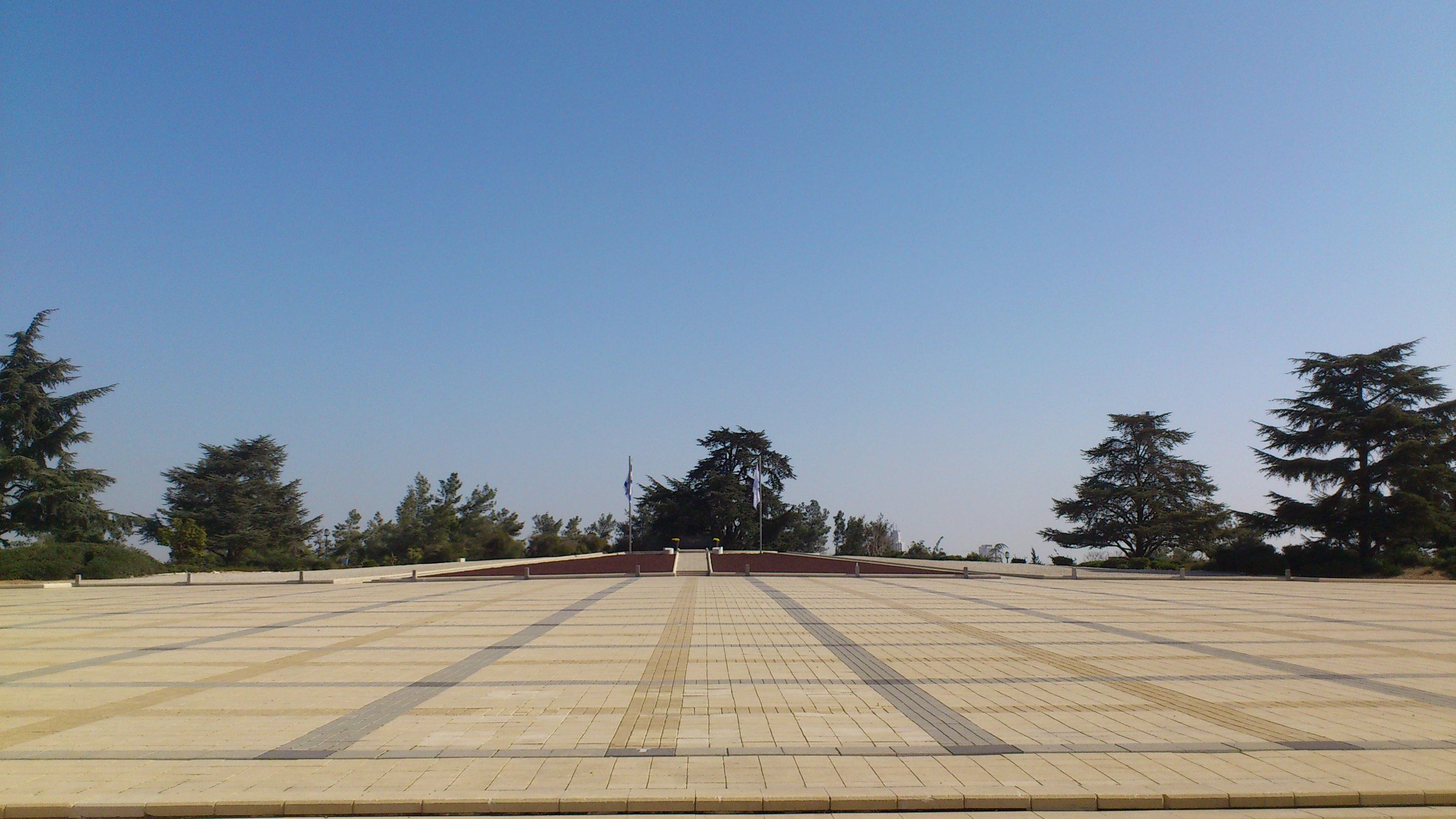
Площадь на горе Герцля
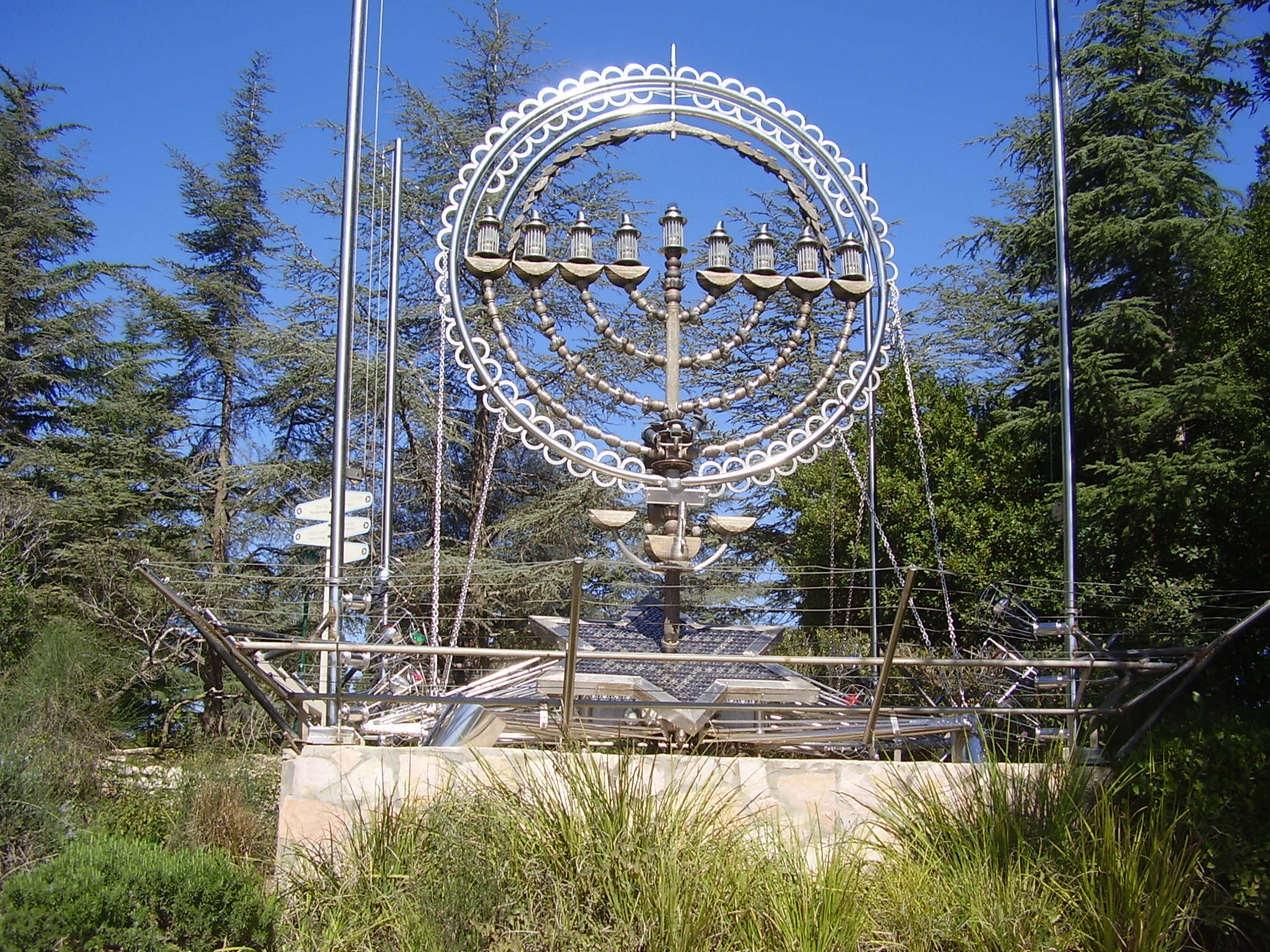
Скульптурная композиция с ханукиёй
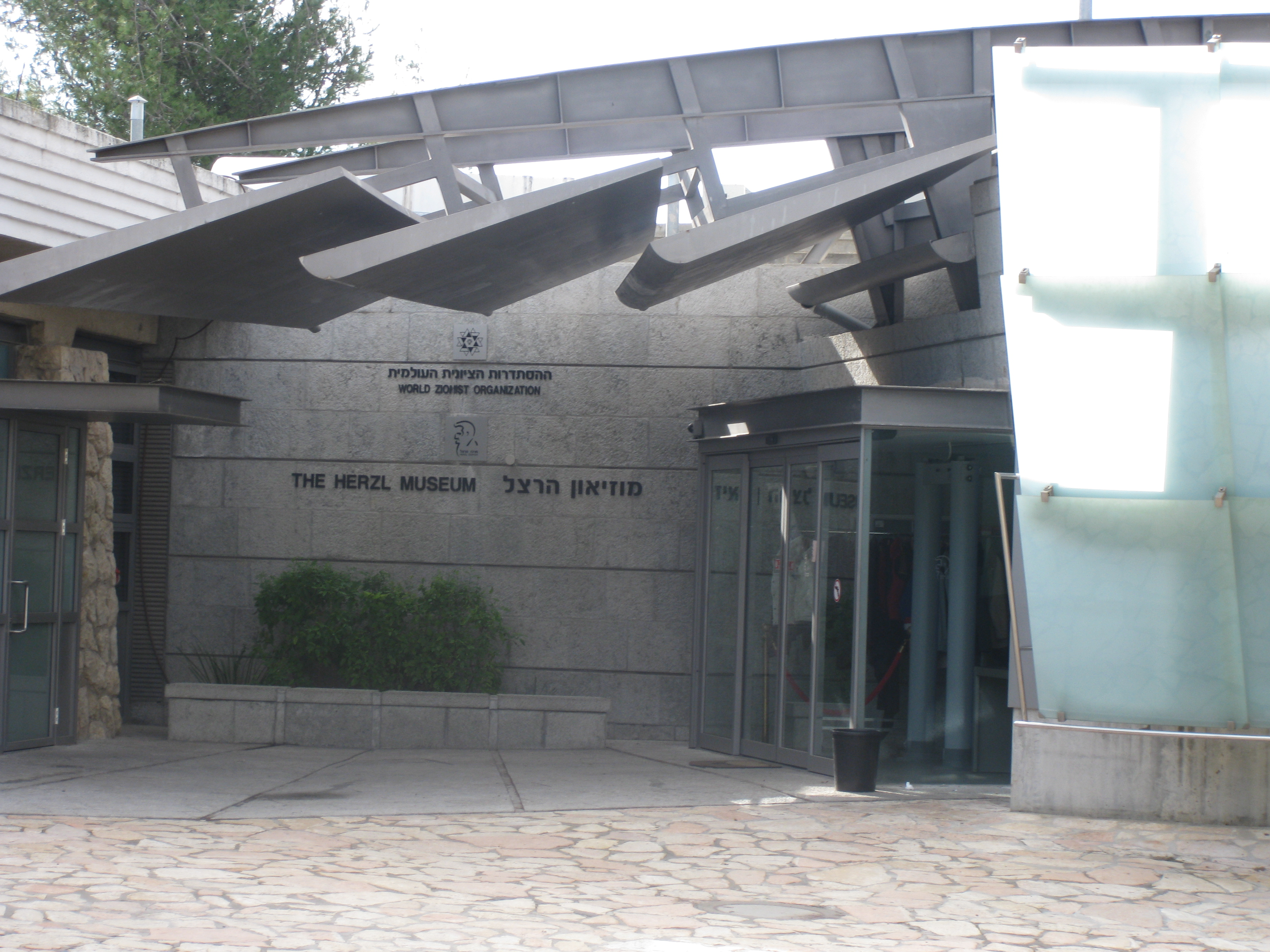
Музей Герцля
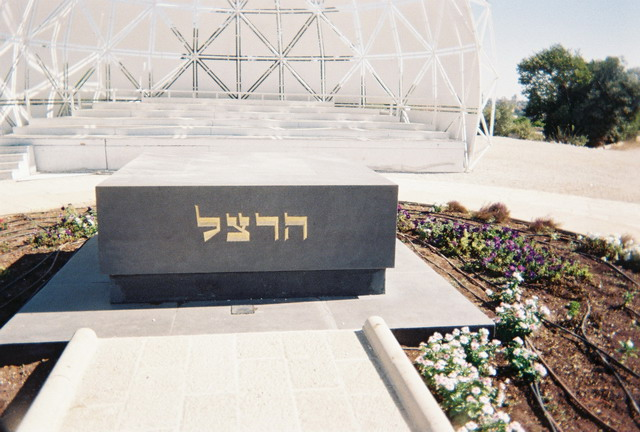
Могила Герцля
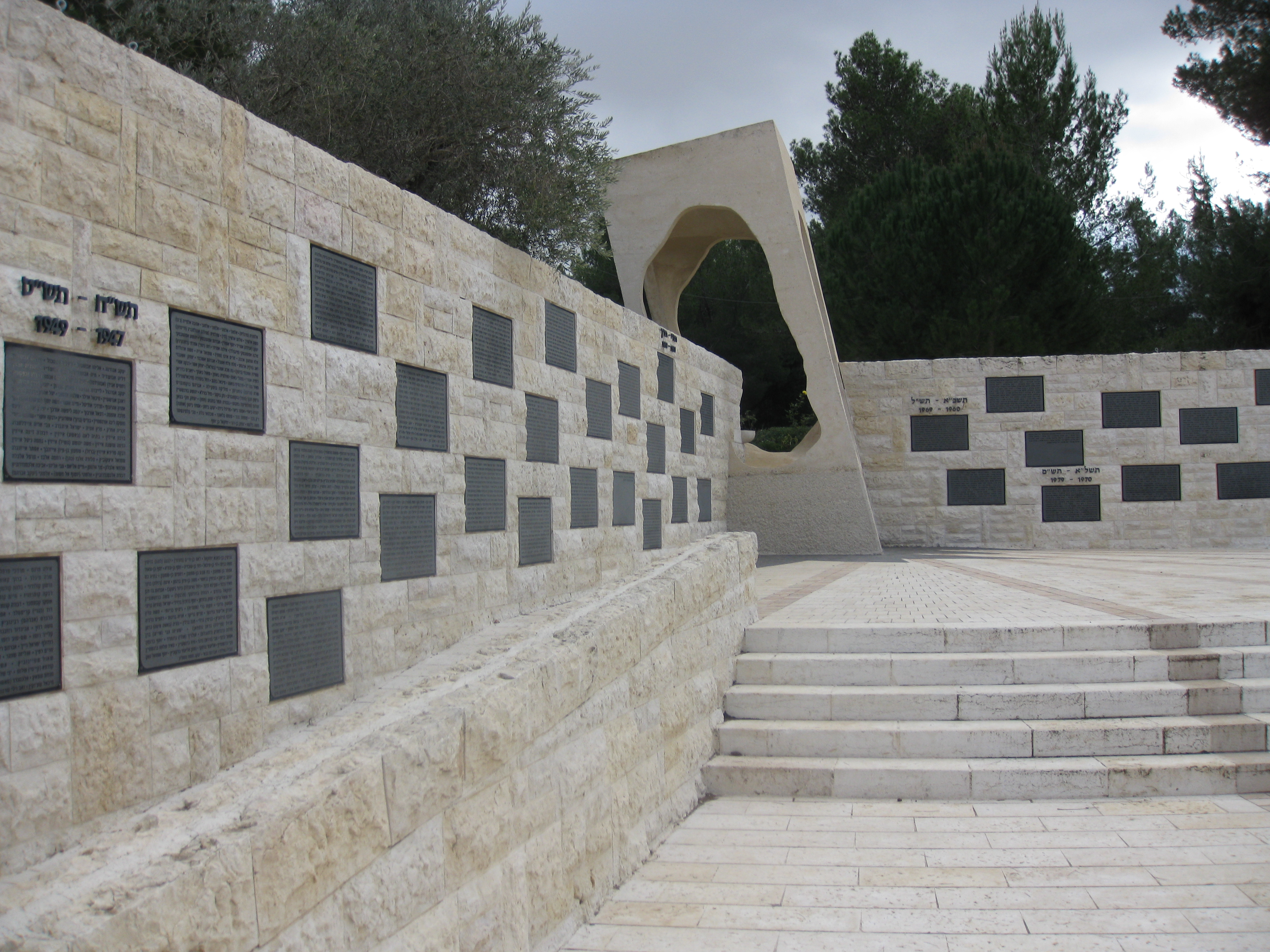
Мемориал жертвам террора в Израиле
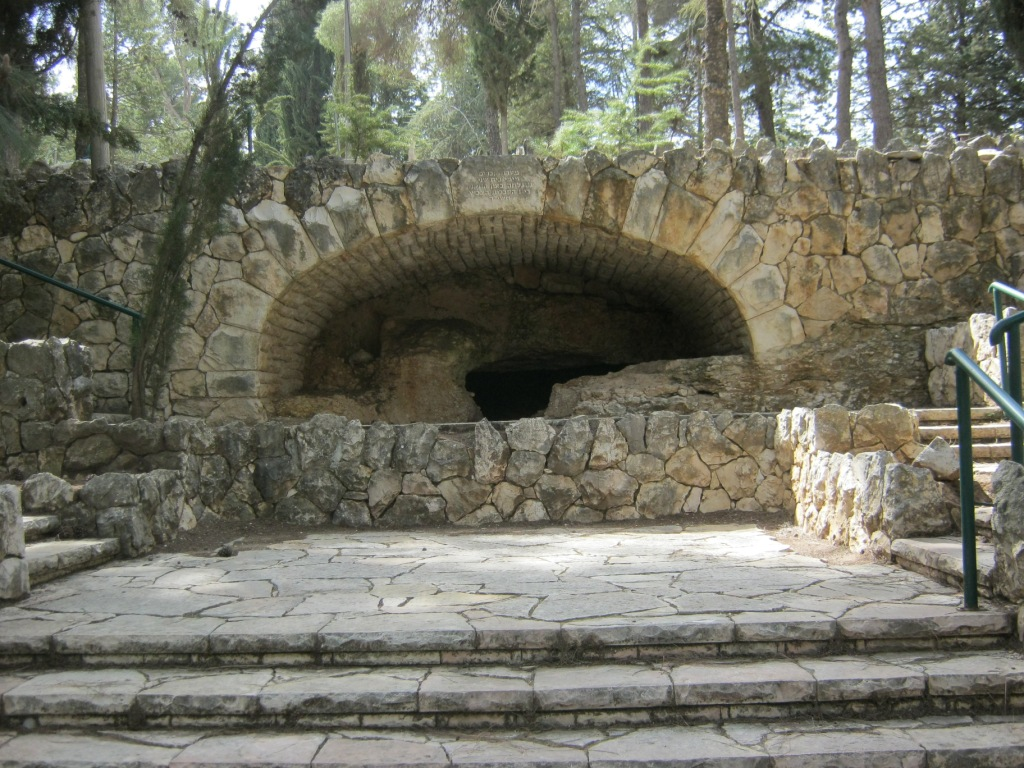
Древние еврейские захоронения эпохи Второго Храма
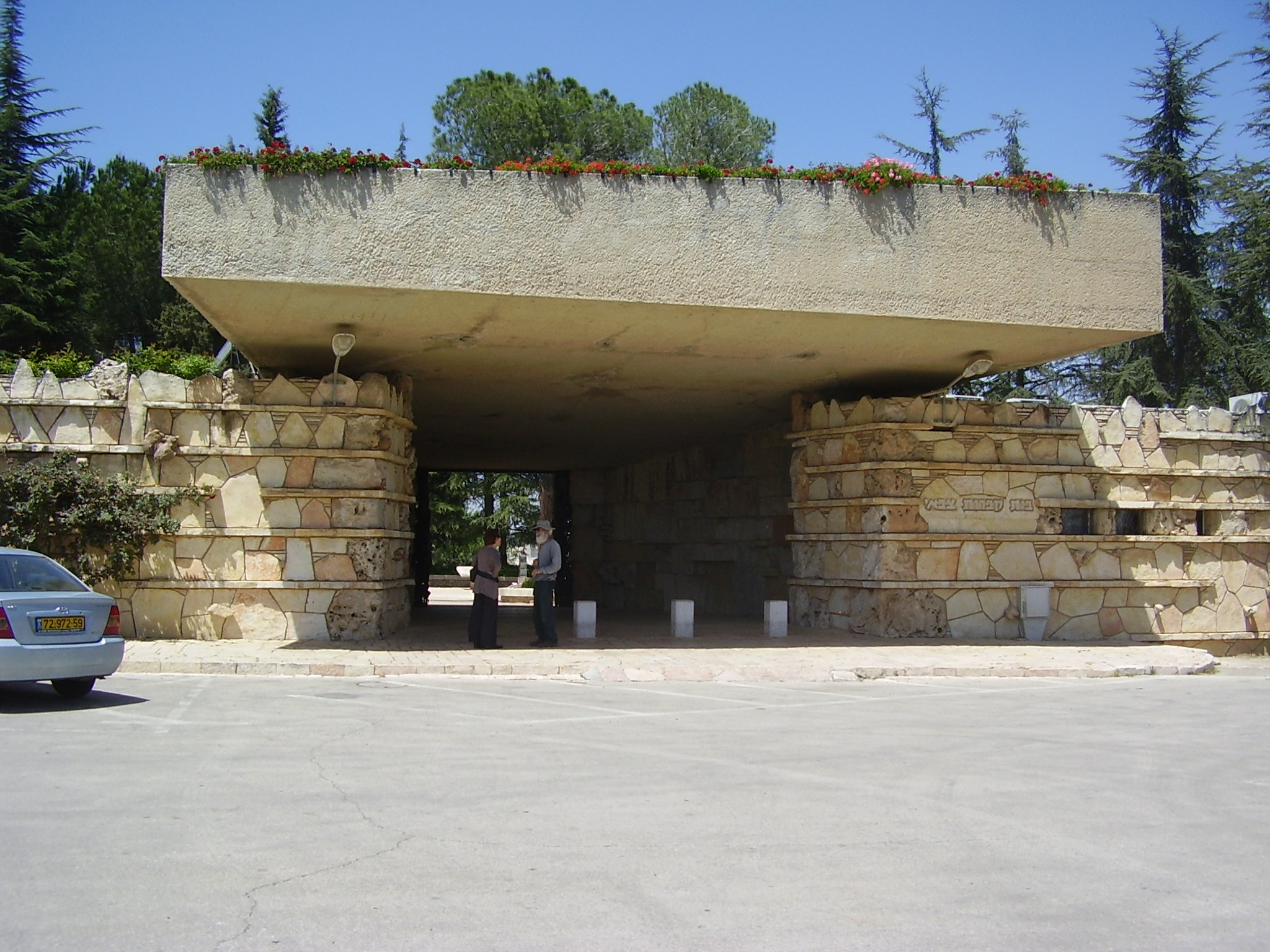
Национальные военное и полицейское кладбище
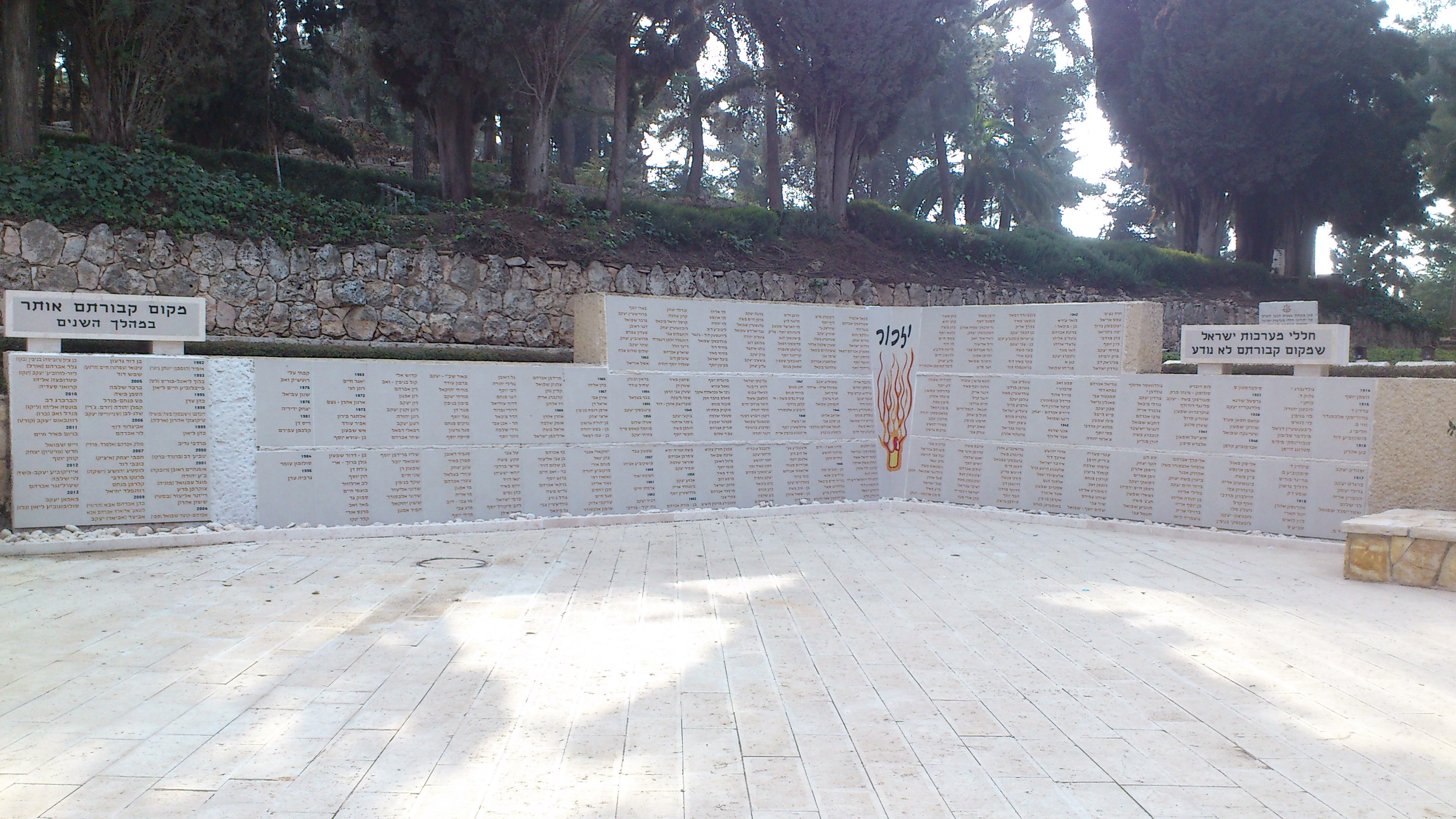
Сад пропавших без вести
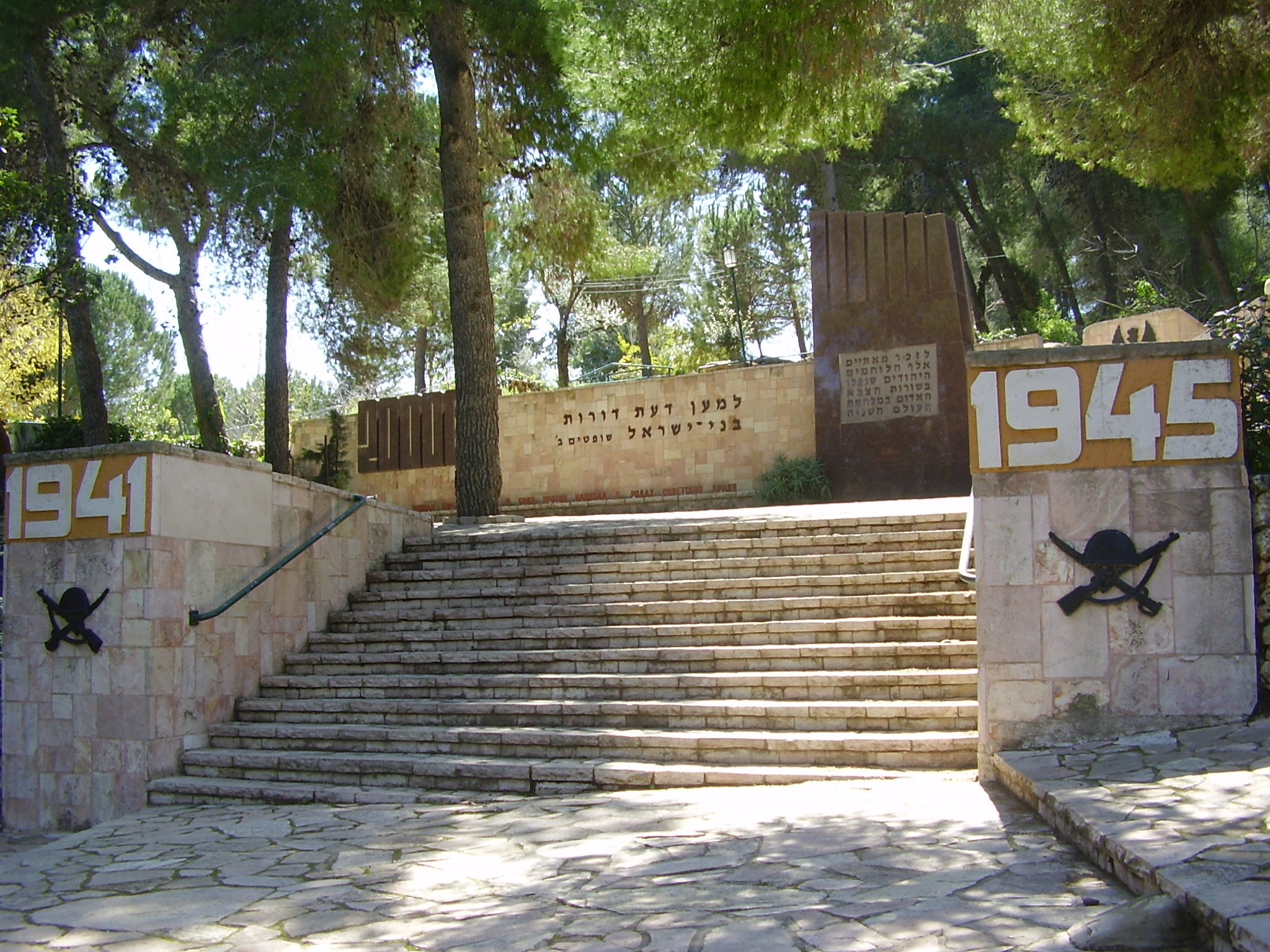
Мемориал еврейским солдатам Красной армии во Второй мировой войне
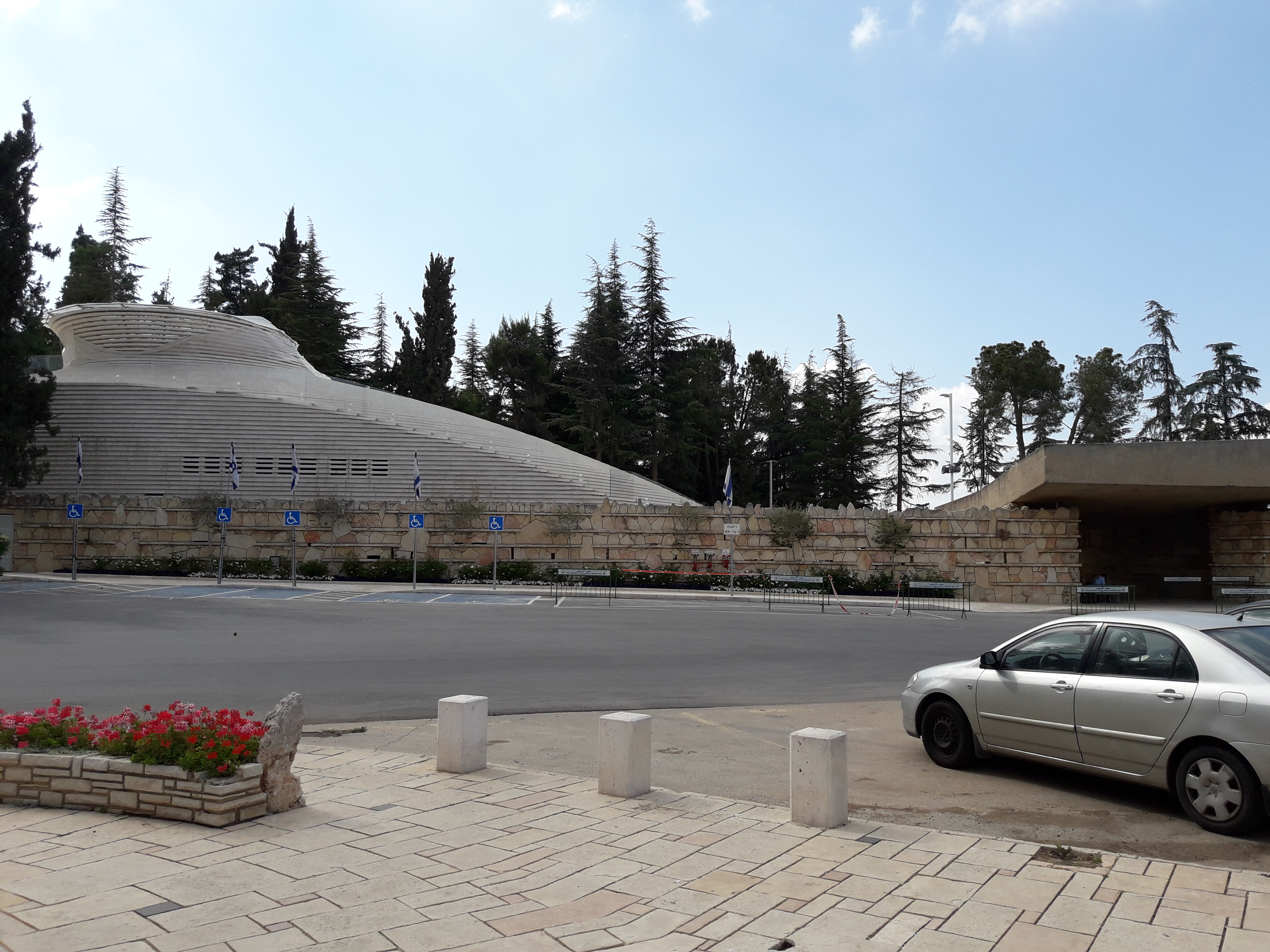
Национальный мемориальный зал погибших израильтян